# 格蕾絲·穆加貝
格蕾絲·恩托姆比佐德瓦·穆加貝（英語：Grace Ntombizodwa Mugabe，1965年7月23日—），婚前姓馬魯富（英語：Marufu），是津巴布韋第2任總統羅伯·穆加比的第二任妻子。格雷絲喜好購物、旅遊和消費，是歐洲及亞洲名城的常客。
格蕾絲·穆加貝原本是空軍機師斯坦利·戈雷拉扎的妻子。格蕾絲原本是總統羅伯特·穆加貝的秘書，後來成為總統的情婦，誕下兩名子女。穆加貝妻子薩麗·海弗朗死後，穆加貝與格蕾絲在1996年結婚，其婚禮被批評為揮霍無度，津巴布韋的新聞更以「世紀婚禮」形容。婚後他們再誕下一女。格蕾絲在國內又被戲稱為「格蕾絲小人」（意思是不光彩），這可反映她生活奢侈和以第一夫人身份弄權干政。因以血拼聞名國際，素有「古馳格蕾絲」(Gucci Grace)的外號。
2017年11月19日時遭辛巴威非洲民族聯盟—愛國陣線開除黨籍。21日其丈夫總統穆加貝辭職，第一夫人的頭銜亦因此被除下。

## 制裁
歐盟觀察員於2002年津巴布韋大選被津巴布韋政府禁止進行監察，歐盟隨即對津巴布韋20名領導層實施制裁，至7月更擴展至格蕾絲及另外51人，禁止他們進入參與制裁的歐盟國家及凍結位處境內的資產，美國亦對他們實施相似的制裁行動。

## 爭議

### 財產之謎
格蕾絲成為第一夫人後，已著手興建兩個俗稱為「格蕾絲樂園」的私人會所。首個落成之時已被批評為揮霍無度，而格蕾絲其後解釋，她是以自己的私人積蓄注資的，該樂園原售予利比亞前領導人穆阿邁爾·卡扎菲。另一個是在2007年完工的，耗費2,600萬美元，羅伯特·穆加貝說該建築由津巴布韋非洲民族聯盟－愛國陣線資助，以答謝他的政治服務。
2002年，格蕾絲巡視全國各地的農場，尋找一個屬於自己家庭新物業。她最後選擇了鐵面莊園（Iron Mask Estate），從兩名農民手中買了該莊園。
穆加貝家庭在馬來西亞擁有物業，在2008年初表示她希望帶同子女移居當地，背後目的是逃避政治壓力及避免被暗殺。傳媒也指出穆加貝在香港大埔龍成堡購買了房屋，他們的女兒博娜也在香港就讀大學。報導推測，這是為了他們在津巴布韋被推翻後，到中國尋找藏身之所。

### 瘋狂購物
格蕾絲以瘋狂購物而聞名於世，曾在巴黎花掉75,000英镑購物，過去數年亦從津巴布韋中央銀行提出超過五百萬英镑。2002年，歐洲聯盟決定延長對津巴布韋領導層的制裁，包括格蕾絲在內，同時她亦受到美國的制裁。

### 襲擊事件
2009年1月15日，第一夫人格蕾絲到香港旅遊，在尖東麼地道香格里拉酒店門外，因不滿自己被拍攝，她先命保鑣制服記者，再親自動手襲擊《星期日泰晤士報》狗仔隊攝影記者理查·瓊斯（Richard Jones），她手上的钻戒在瓊斯面部和头部留下9道傷痕、擦伤和青肿。在转过一个墙角后，被另一位摄影记者蒂姆·奥鲁尔克（Tim O'Rourke）撞见，並被他抓拍了几幅照片。随即格蕾絲冲着他挥拳而来，扯住他的头发，试图摔坏其相机。然后，格蕾絲匆匆返回了酒店内躲避。事後，曾有警員到場調查，並帶走格雷絲的保鑣到警署問話，但事件中無人被捕。
3月，香港警察已經掌握證據，足以起訴格蕾絲傷人。但香港律政司發示，因中華人民共和國與津巴布韋的外交關係，格蕾絲在中國領土享有外交豁免權，不受刑事檢控，此特權同樣適用於香港特別行政區，故豁免對她提出起訴。

### 女兒香港留學爭議
早前的新聞報導指，其女兒Bona曾為香港城市大學留學生。津巴布韋大學於2009年2月3日起出現學生示威，警隊武力鎮壓，導致約30人需送院治理，包括學生及市民。津巴布韋學生於當地的中華人民共和國領事館外示威，要求總統穆加貝女兒Bona回國及在相同環境下就讀。當地的專上院校自2008年起因國家的惡性通脹及其他經濟問題而未能開課。
2009年2月17日，香港大學否認穆加貝女兒於該校就讀，指「我們的記錄並沒有一位名為Bona Mugabe的學生，也沒有任何來自津巴布韋、年約20歲女生就讀本校的本科課程」。後來有其他報導指，Bona為香港城市大學所取錄，城大校方指，Bona符合入學要求，其資格與父母的背景無關。Bona已於2011年畢業取得會計榮譽學士學位。
香港民主黨副主席劉慧卿指，政府應就效法國際社會，拒絕某些政治人物在港置業、投資、留學等作出研究。李永達指北京應就涉及外交關係的事務作決定，中華人民共和國外交部發言人姜瑜不就穆加貝等被指在港置業事件作進一步評論。港大一名教授指北京方面想擺脫有關爭議。北京中央政府拒絕受理，又指法輪功成員也可以在香港置業。

### 婚外情
格蕾絲與穆加貝親信、國家央行行長戈諾（Gideon Gono，1959年11月29日-）被揭發有一段婚外情，而戈諾與格蕾絲本身也是生意合作夥伴。
2010年7月26日，穆加貝到醫院探望病重的妹妹薩比娜時，薩比娜把格蕾絲與戈諾之間的姦情告訴他，格蕾絲自2005年起便已搭上戈諾。